# Jagiellonia Białystok SSA
El Jagiellonia Białystok SSA (Jagiellonia Białystok Sportowa Spółka Akcyjna) és un club de futbol polonès de la ciutat de Białystok.

## Història
Evolució del nom:
- 1920: WKS 42 Pułk Piechoty Białystok
- 1932: Jagiellonia Białystok
- 1946: P.K.S. Motor Białystok
- 1948: Klub Sportowy Wici Białystok
- 1949: Związkowiec Białystok
- 1951: Budowlani Białystok
- 1955: Budowlani Jagiellonia Białystok
- 1973: MKSB Jagiellonia Białystok
- 1999: Jagiellonia Wersal-Podlaski Białystok
- 2003: Jagiellonia Białystok SSA

## Palmarès
- Copa polonesa de futbol:[3]
  - 2009-10
- Supercopa polonesa de futbol:
  - 2010

## Jugadors destacats
- Marco Reich
- Andrius Skerla
- Tomasz Bandrowski
- Jacek Bayer
- Daniel Bogusz
- Marcin Burkhardt
- Marek Citko
- Tomasz Frankowski
- Kamil Grosicki
- Radosław Kałużny
- Antoni Komendo-Borowski
- Grzegorz Rasiak
- Grzegorz Sandomierski
- Euzebiusz Smolarek
- Radosław Sobolewski
- Grzegorz Szamotulski
- Tomasz Wałdoch
- Łukasz Załuska